# Joseph Alexandre Laboulbène
Joseph Alexandre Laboulbène est un médecin et  entomologiste français, né le 25 août 1825 à Agen et mort le 7 décembre 1898 à Paris.

## Biographie
Ami de l'entomologiste Jean-Marie Léon Dufour (1780-1865), il étudie à Paris la médecine et obtient son titre de docteur en 1854. Il enseigne à la faculté de médecine jusqu’en 1879.
Il s'intéresse aux espèces d'insectes nuisibles notamment les diptères. La famille de champignons des Laboulbéniacées lui est dédiée.

## Ouvrage biographique
- Beurnier, Louis et Cambours, Pierre, Joseph-Alexandre Laboulbène (1825-1898), Impr. Darantiere (Dijon), 1901, 495 p. (Lire en ligne).